# 로런스 버클리 국립연구소
로런스 버클리 국립연구소(영어: Lawrence Berkeley National Laboratory, LBNL, LBL)는 미국 에너지부 산하의 국립 연구소이다. 캘리포니아주 버클리에 있는 UC 버클리 캠퍼스 위 언덕에 위치하고 있다. 운영은 캘리포니아 대학교에서 대행하고 있다.

## 역사

### 1931-1941
1931년, 캘리포니아 대학교  버클리 (UC 버클리) 물리학과에서 어니스트 로런스가 주도하여 만든 방사선 연구소(Radiation Laboratory, RadLab)가 전신이다. 1939년에 노벨 물리학상을 받은 입자 가속기인 사이클로트론이라는 새로운 기구에 물리학 연구를 집중했다. 1930년대 동안에, 로렌스는 자선사업가들에게 기부를 받도록 환심을 얻어서, 물리학 연구에 쓰이는 더 큰 기계를 만드는 데 힘을 보탰다. 기초연구 실험 프로젝트를 진행할 대규모 팀을 개발한 최초의 사람이었다. 결국 기계들이 대학교 부지에 있기에 너무 커져서, 1940년에 실험실은 UC 버클리 캠퍼스 위 언덕인 현재 장소로 이전되었다. 이때 팀에서 함께한 사람들 중 다른 2명의 젊은 과학자는 큰 실험실을 설립했는데, 로스앨러모스 실험실을 세운 로버트 오펜하이머와 페르미 연구소를 세운 로버트 윌슨이다.

### 1942-1950
레슬리 그로브스는 맨해튼 계획을 구성한 1942년 후반에 로렌스 방사선 연구소를 방문했고, 로버트 오펜하이머를 처음으로 만났다. 오펜하이머는 핵폭탄 개발을 계획하는 데 노력을 했고, 개발을 비밀로 하기 위해 오늘날의 로스앨러모스 국립 연구소를 창립했다. 방사선 연구소에서 로렌스와 동료들은 우라늄의 동위원소 구별 기술을 개발했다. 대학교의 이름을 딴 캘루트론은 테네시 오크리지에 있는 Y-12 시설의 기본 장치가 되었다. 로런스의 연구소는 제2차 세계 대전에서 가장 중요하다고 평가받는 기술 3가지(원자폭탄, 근접신관, 레이더)에 기여했다. 전쟁 중에 건설이 시작된 사이클로트론은 1946년 11월에 완공되었다. 맨해튼 계획은 두 달 후 종료되었다.

### 1951-2018
전쟁이 끝나고, 방사선 연구소는 미국 원자력 위원회(AEC, 현 에너지부)에 편입된 최초의 실험실 중 하나가 되었다. 가장 중요하게 생각되는 작업은 로스앨러모스에서 진행했지만, 방사성 연구소는 같이 있었다. 에드워드 텔러는 건물 설계로 경쟁하려고 로스앨러모스와 비슷한 2번째 실험실을 만들자고 주장했다. 그래서 방사성 연구소에서 갈라져 나온 분소, 현재 로렌스 리버모어 국립 연구소를 1952년에 만드는 데 계기가 되었다. 방사성 연구소의 작업은 새로운 실험실로 일부 이동했지만, 어떤 배정받은 연구는 버클리 연구소에서 1970년대까지 계속됐다.
1958년 8월 로런스의 사후, 그의 이름을 기려 로런스 방사선 연구소(Lawrence Radiation Laboratory)로 이름을 바꾸었고, 버클리 연구소 분소는 1971년 로런스 버클리 연구소(Lawrence Berkeley Laboratory)로 이름을 바꾸었다. 점차 다른 이름인 LBL도 유명해졌다. 공식 명칭은 1995년 어니스트 올란도 로런스 버클리 국립 연구소(Ernest Orlando Lawrence Berkeley National Laboratory)가 되었는데, '국립'(National)이라는 말은 모든 에너지부 실험실에 붙여졌다. '어니스트 올란도'(Ernest Orlando)는 이름이 줄이기 위해 없어졌다. 이제 이 실험실은 버클리 연구소(Berkeley Lab)라고 불린다.
앨버레즈 물리학 서류(Alvarez Physics Memos)는 루이스 월터 앨버레즈가 이끄는 물리학자, 공학자, 컴퓨터 프로그래머, 그리고 기술자의 큰 그룹의 비공식적인 작업 서류를 1950년대 초기부터 1988년 그가 죽을 때까지 모은 것이다. 1700개 이상의 메모가 실험실 주도로 온라인으로 확인 가능하다.
2018년, 실험실은 캘리포니아 대학교의 관리를 받으면서 미국 에너지부 산하로 계속 유지된다. 인텔 같은 회사들은 실험실의 연구를 컴퓨팅 칩으로 기부했다.

## 역대 연구소장
- 1931-1958: 어니스트 로런스
- 1958-1972: 에드윈 맥밀런
- 1973-1980: 앤드류 세슬러
- 1980-1989: 데이비드 셜리
- 1989-2004: 찰스 생크
- 2004-2008: 스티븐 추
- 2009-2016: 폴 알리비사토스

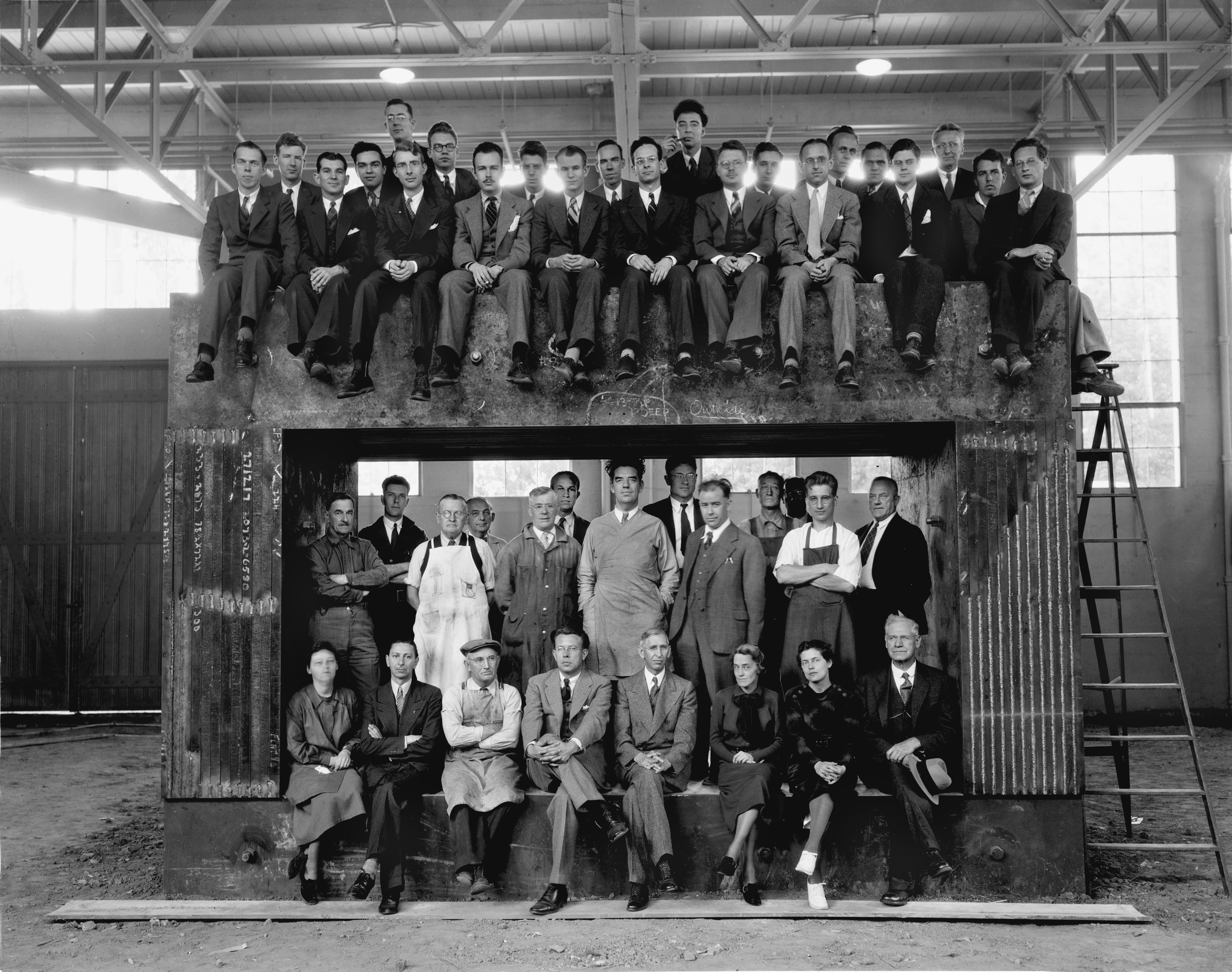
캘리포니아 대학교 방사성 연구소 직원이 60인치 사이클로트론 자석 요크 위에 1938년에 서 있다. 노벨상 수상자인 어니스트 로렌스, 에드윈 맥밀런, 루이스 월터 앨버레즈가 있고, 추가로 로버트 오펜하이머와 로버트 래스번 윌슨이 있다.

- 2016-현재: 마이클 스튜어트 위더렐

## 같이 보기
- 로렌스 리버모어 국립 연구소